# 東亜祇園ニュータウン春日野
東亜祇園ニュータウン春日野（とうあぎおんニュータウンかすがの）とは、広島県広島市安佐南区山本新町一丁目、二丁目、三丁目、四丁目、五丁目に所在するニュータウン（新興住宅地）である。街づくりのテーマは「100年先を生きる街」。また、国土交通省が9901番目に認定する「優良計画開発事業」である。郵便番号は731-0139（安佐南郵便局管区）。当地域の人口は4,400人。

## 地理
東亜祇園ニュータウン春日野は広島市中心部から北へ約6km、同市安佐南区のほぼ中央に位置する住宅団地。丘の東麓を切り開き、造成されている。

## 交通

### バス
- 広島交通バス山本・春日野線「春日野行き」
  - 広島駅から約40分・紙屋町から約30分・横川駅から約25分。
  - 下り線については平日・土曜日に限り深夜便が2本運行（広島駅23:05発、0:35発）されるが運賃が深夜料金として倍額となる。
  - 団地内の停留所は「春日野口」、「春日野下」、「春日野南」、「春日野西」、「春日野北」、「春日野中央」、「春日野」の計7箇所。

### 道路
国道183号（可部街道）西原一丁目、もしくは広島県道277号古市広島線山本口（北）交差点を左折し、道なりに進む。

## 施設
春日野地区内
- 広島市立春日野小学校 - 2010年4月開校
- 春日野児童館-2021年秋開所
- 春日野まごころ保育園
- 特別養護老人ホーム　春日野園 - 2009年4月開所
- 特別養護老人ホーム　和（やわらぎ）-2018年4月開所
- 春日野歯科クリニック
- たなべ春日野クリニック　内科・脳神経外科
- 個別指導塾Wam　春日野校
- 学研　春日野教室
- 毎日個別塾5-Days　春日野校
- セントレ春日野 - 団地内の複合商業施設として2009年8月オープン
- 春日野集会所
- ポプラ春日野店 - 2014年8月オープン（セントレ春日野隣接）※現在は閉店

周辺地域（山本・祇園地区）
- 広島市立山本幼稚園
- 広島市立山本保育園
- 山本まごころ保育園
- 広島市立祇園中学校
- ゆめテラス祇園
- フレスタ東山本店
- イオンモール広島祇園- 2009年4月29日開店
- ダイキ祇園店
- ローソン山本七丁目店

公園
- 春日野中央公園

- 春日野第四公園
- 春日野第六公園
- 春日野第七公園
- 春日野第八公園
- 春日野第九公園

## 宅地概要
- 事業主 - 東亜地所株式会社
- 所在地 - 広島県広島市安佐南区山本新町
- 全体面積 - 1,033,761,48m2
- 計画全体区画 - 2351区画
- 水道 - 広島市営水道
- ガス - 広島ガス（都市ガス）
- 電気 - 中国電力
- 下水 - 公共下水
- テレビ - CATV（ひろしまケーブルテレビ）
- 公園 - 計10箇所（近隣公園1箇所・街区公園9箇所）
- 用地 - 計6箇所（小学校用地1箇所・集会所用地1箇所・商業用地1箇所・多目的用地3箇所）
- 交通機関 - 広島交通バス山本・春日野線

## その他
- 団地内のバス路線は2003年12月より乗り入れ運行を開始しているが、一般入居開始は翌年2004年4月からであり、入居前にもかかわらずバス乗り入れ開始という異例な経緯を持ち、当時新聞などで話題になったことがある。また、運行開始前日の2003年11月30日には関係者ならびにバス事業者、そして地元中学の吹奏楽部によってバスの開通セレモニーも行われている。
- 2006年7月には第10回「ひろしま街づくりデザイン賞奨励賞」を受賞している。